# United States Southern Command
Lo United States Southern Command (SOUTHCOM) è un Comando combattente unificato delle forze armate degli Stati Uniti. Il quartier generale è situato presso la città di Doral, in Florida.

Area di responsabilità

## Organizzazione
Come tutti i comandi combattenti, il SOUTHCOM costituisce un elemento privo di qualsiasi unità militare permanentemente assegnatagli. Il comando opera con dei comandi componenti, uno per ogni servizio delle forze armate statunitensi.
- United States Army South (ARSOUTH)
- United States Naval Forces Southern Command (NAVSO)
- Air Forces Southern (AFSOUTH)
- United States Marine Corps Forces South (MARFORSOUTH)
- Special Operations Command South

### SOUTHCOM Task Forces
- Joint Task Force Bravo, Soto Cano Air Base
- Joint Task Force Guantanamo
- Joint Interagency Task Force South

### Direct Reporting Units
- Western Hemisphere Institute for Security Cooperation
- Naval Small Craft Instruction & Technical Training School
- Inter American Air Forces Academy